# Dragatjärnen (Piteå socken, Norrbotten, 726684-171995)
Dragatjärnen är en sjö i Piteå kommun i Norrbotten och ingår i Rokåns huvudavrinningsområde.